# Rory Townsend
Rory Townsend (Kingston upon Thames, 30 giugno 1995) è un ciclista su strada irlandese che corre per la Q36.5 Pro Cycling Team.

## Palmarès
- 2019 (Canyon dhb p/b Bloor Homes, due vittorie)

2ª tappa Tour of Fuzhou (Langqi Hongguang Lake Park > Langqi Hongguang Lake Park)
4ª tappa Tour of Fuzhou (Lianjiang > Lianjiang)
- 2021 (Canyon dhb SunGod, una vittoria)

1ª tappa Tour de la Mirabelle (Pont-à-Mousson > Lesménils)
- 2022 (WiV SunGod, una vittoria)

Campionati irlandesi
- 2023 (Bolton Equities Black Spoke, una vittoria)

La Roue Tourangelle
- 2025 (Q36.5 Pro Cycling Team, due vittorie)

Campionati irlandesi, Prova in linea Elite
Classica di Amburgo

### Altri successi
- 2017 (BIKE Channel Canyon)

Classifica scalatori Tour of Almaty
Classifica a punti Tour of Quanzhou Bay
- 2019 (Canyon dhb p/b Bloor Homes)

Classifica sprint intermedi Tour of Britain
- 2021 (Canyon dhb SunGod)

Classifica a punti Tour de la Mirabelle
- 2022 (WiV SunGod)

Omloop Mandel-Leie-Schelde Meulebeke

## Piazzamenti

### Classiche monumento
- Giro delle Fiandre

2025: 82º
- Parigi-Roubaix

2024: 108º
2025: 76º

### Competizioni mondiali
- Campionati del mondo

Yorkshire 2019 - In linea Elite: ritirato
Fiandre 2021 - In linea Elite: ritirato
Glasgow 2023 - In linea Elite: ritirato

### Competizioni continentali
- Campionati europei

Alkmaar 2019 - In linea Elite: ritirato
Monaco di Baviera 2022 - In linea Elite: 40º
Drenthe 2023 - In linea Elite: ritirato